# PGC 46352
LEDA/PGC 46352 ist eine Balken-Spiralgalaxie vom Hubble-Typ SBm im Sternbild Hydra südlich der Ekliptik. Sie ist schätzungsweise 87 Millionen Lichtjahre von der Milchstraße entfernt ist und bildet gemeinsam mit neun weiteren Galaxien die NGC 5061-Gruppe (LGG 341).

Im selben Himmelsareal befinden sich u. a. die Galaxien NGC 5061, NGC 5078, IC 874, IC 879.